# Slaget vid Metaurus
Slaget vid Metaurus var ett betydelsefullt slag i andra puniska kriget mellan Romerska republiken och Karthago som utspelade sig 207 f.Kr. nära floden Metauro i Italien.
Hannibal Barkas hade sedan 217 f.Kr. stått utanför Roms murar, men inte vågat sig på ett anfall då han saknade belägringsmaskiner och de elefanter han medtagit dött vintern 218 f.Kr. Det blev svårt att skaffa fram förstärkningar och hans armé krympte sakta men säkert. År 208-207 kunde dock hans bror, Hasdrubal, marschera samma rutt över Alperna med truppförstärkningar från Spanien, där karthagerna slogs mot romarna. Han medförde också belägringsmaskiner inför ett planerat anfall på Rom vilket skulle avgöra kriget till karthagernas fördel. Efter Alperna hade hans armé krympt till 30 000 man, och de led nederlag vid Metaurus innan de hunnit förena sig med Hannibal. Hasdrubal själv stupade, och hans huvud höggs av och kastades in i Hannibals tält i södra Italien med det brutala meddelandet att företaget misslyckats. Slaget hade stor betydelse för utgången av kriget och även Europas öde; hade Hasdrubal slinkt undan romarna eller besegrat dem och sedan förenat sig med Hannibal så hade de sannolikt kunnat erövra Rom, vilket hade medfört att Romarriket aldrig skulle blivit så mäktigt som det skulle bli några hundra år senare.